# Торренс (река)
То́рренс — наиболее крупная река Аделаидских равнин (Южная Австралия).
Именно эта река стала одним из главных факторов расположения города Аделаида, поскольку значительная часть пресной воды город получал из неё.
Она берёт начало на холмах, окружающих город возле местечка Маунт-Плезант, протекает через Аделаидские равнины, по центральной части города и впадает в Залив Святого Винсента. Верхнее течение реки и её бассейн формируют значительную часть городских источников водоснабжения, а парк, расположенный по берегам реки, стал символом города.